# محمد صادق (لاعب كرة قدم)
محمد صادق لاعب كرة قدم يلعب لصالح النادي الإسماعيلي في مركز الوسط الهجومي.سجل هدفه الأول مع الإسماعيلي في يوم 27 ديسمبر 2017.

## بدايته
بدأ محمد مسيرته مع نادي القناة.كان محمد لاعب أساسي مع القناة وكان اللعب الأكثر مهارة في الفريق.

## الانتقال إلى الإسماعيلي
في 6 يوليو 2017، انتقل محمد للإسماعيلي في عقد مدته 5 سنوات في صفقة تبلغ مليوني جنيه مصري حوالي (112,00) دولار. سجل هدفه الأول مع الإسماعيلي في مباراة ضد نادي الرجاء في يوم 27 ديسمبر 2017 في مباراة انتهت بفوز الإسماعيلي 5-0.